# Nando Muñoz
Pour les articles homonymes, voir Nando et Muñoz.
Fernando Muñoz García, né le 30 octobre 1967 à Séville, est un footballeur international espagnol évoluant au poste de défenseur. Dans le milieu footballistique, il est connu sous le nom de Nando Muñoz.
Entre 1986-1987 et 2000-2001, soit l'ensemble de sa carrière, il évolue 15 saisons sans discontinuité en 1re division espagnole et reçoit 8 sélections en équipe nationale. Il évolue notamment au FC Barcelone et au Real de Madrid, les 2 clubs phares de son pays, et il remporte la Coupe des clubs champions européens 1991-1992.

## Palmarès
| Compétitions internationales                                                       | Compétitions nationales |
| - Ligue des champions (1) - Vainqueur : 1992 - Coupe des Coupes - Finaliste : 1991 | - Championnat d'Espagne (3) - Vainqueur : 1991, 1992, 1995 - Vice-champion : 1993 - Coupe d'Espagne (2) - Vainqueur : 1993, 2000 - Supercoupe d'Espagne (2) - Vainqueur : 1991, 1993 - Finaliste : 1990, 1995, 2000 |